# Lewis Taylor
Lewis Taylor (właśc. Andrew Lewis Taylor, ur. w Londynie pod koniec lat 60. XX wieku) – brytyjski multiinstrumentalista, gitarzysta, basista, wokalista, poruszający się głównie w stylistyce neo-soul.
Swą karierę muzyczną rozpoczął od koncertowania z zespołem progresywnego rocka Edgar Broughton Band. W 1986 zaczął występować jako Sheriff Jack i wydał dwa albumy muzyki psychodelicznej – Laugh Yourself Awake (1986) oraz What Lovely Melodies (1987).
W czerwcu 2006 Lewis Taylor przestał solowo zajmować się muzyką. Jednak jako Andrew Taylor nadal pozostaje aktywny. Taylor jest kierownikiem muzycznym i gitarzystą basowym w Gnarls Barkley, oraz gitarzystą i chórzystą w Edgar Broughton Band oraz The Drivers.

## Dyskografia

### Albumy

#### jako Sheriff Jack
- 1986 Laugh Yourself Awake
- 1987 What Lovely Melodies

#### jako Lewis Taylor
- 1996 Lewis Taylor
- 2000 Lewis II
- 2002 Limited Edition
- 2003 Stoned, Part I
- 2004 Stoned, Part II
- 2005 Limited Edition 2004
- 2005 The Lost Album
- 2005 Stoned, Part I - Hacktone US Re-Release
- 2007 The Lost Album - Hacktone US Re-Release

### Single / EP
- 1996 Lucky
- 1996 Whoever
- 1997 Bittersweet
- 1997 Lucky (Reissue)
- 1997 Lucky (Kruder & Dorfmeister Mixes)
- 1997 Bittersweet (12")
- 1997 Bittersweet (Lucas's Mixes 12")
- 2005 In Session 2005 (digital only release)
- 2005 Stoned Live (Hacktone 3-track promo-only EP)

### Ścieżki dźwiękowe i gościnne występy
- 1998 Mojo soundtrack (utwory Crazy Crazy Momma, Don't Make Me Wait, opisane jako Little Lewis)
- 1998 Porachunki – ścieżka dźwiękowa (utwór 18 With A Bullet) – duet z Carleen Anderson
- 1998 Lullabies With a Difference (utwór Cherry Blossom)
- 1999 Ophelie Winter - Privacy (utwory Move On, Lovin' You More)
- 2000 Randall i duch Hopkirka – ścieżka dźwiękowa (utwór Blue Eyes)
- 2010 The Last Holiday – ścieżka dźwiękowa (utwór Back Together)
- 2011 Madam Palindrome (utwór If I Didn't Need You) - duet z Deborah Bond